# Rhinolophus celebensis
Rhinolophus celebensis (K. Andersen, 1905) è un pipistrello della famiglia dei Rinolofidi diffuso in Indonesia.

## Descrizione

### Dimensioni
Pipistrello di piccole dimensioni con la lunghezza dell'avambraccio tra 38 e 45 mm, la lunghezza della coda tra 18,9 e 27 mm, la lunghezza delle orecchie tra 14,6 e 20 mm e un peso fino a 7,5 g.

### Aspetto
Le parti dorsali variano dal marrone opaco al marrone scuro con dei riflessi grigio-brunastri mentre le parti ventrali sono molto più chiare. La sottospecie R.c.parvus ha una macchia chiara dietro la base anteriore di ogni orecchio. Le orecchie sono piccole. La foglia nasale presenta una lancetta con i bordi quasi diritti, un processo connettivo con il profilo arrotondato e cosparso di peli, una sella con i bordi paralleli. La porzione anteriore è larga ed ha una foglietta supplementare dietro di essa. Il labbro inferiore ha tre solchi longitudinali. La coda è lunga ed inclusa completamente nell'ampio uropatagio. Il primo premolare superiore è situato lungo la linea alveolare. 

### Ecolocazione
Emette ultrasuoni ad alto ciclo di lavoro con impulsi a frequenza costante di 75–83 kHz.

## Biologia

### Comportamento
Si rifugia all'interno di grotte dove forma colonie fino a diverse migliaia di individui.

### Alimentazione
Si nutre di insetti.

## Distribuzione e habitat
Questa specie è diffusa in Indonesia, da Giava fino a Timor e Sulawesi.
Vive nelle foreste primarie e secondarie.

## Tassonomia
Sono state riconosciute 4 sottospecie:
- R. c. celebensis: Sulawesi, Buton, Kabaena, Sangihe, Karakelong;
- R. c. javanicus (Andersen, 1918): Giava, Bali, Krakatau;
- R. c. madurensis (Andersen, 1918): Madura e Kangean;
- R. c. parvus (Goodwin, 1979): Timor e Wetar.

## Conservazione
La IUCN Red List, considerato che questa specie è ampiamente diffusa, abbastanza comune e priva di minacce conosciute, classifica R. celebensis come specie a rischio minimo (Least Concern).. La sottospecie 'R. c. madurensis' viene considerata in pericolo a causa della perdita del proprio habitat dovuta alla deforestazione.